# Willa Grundmanna

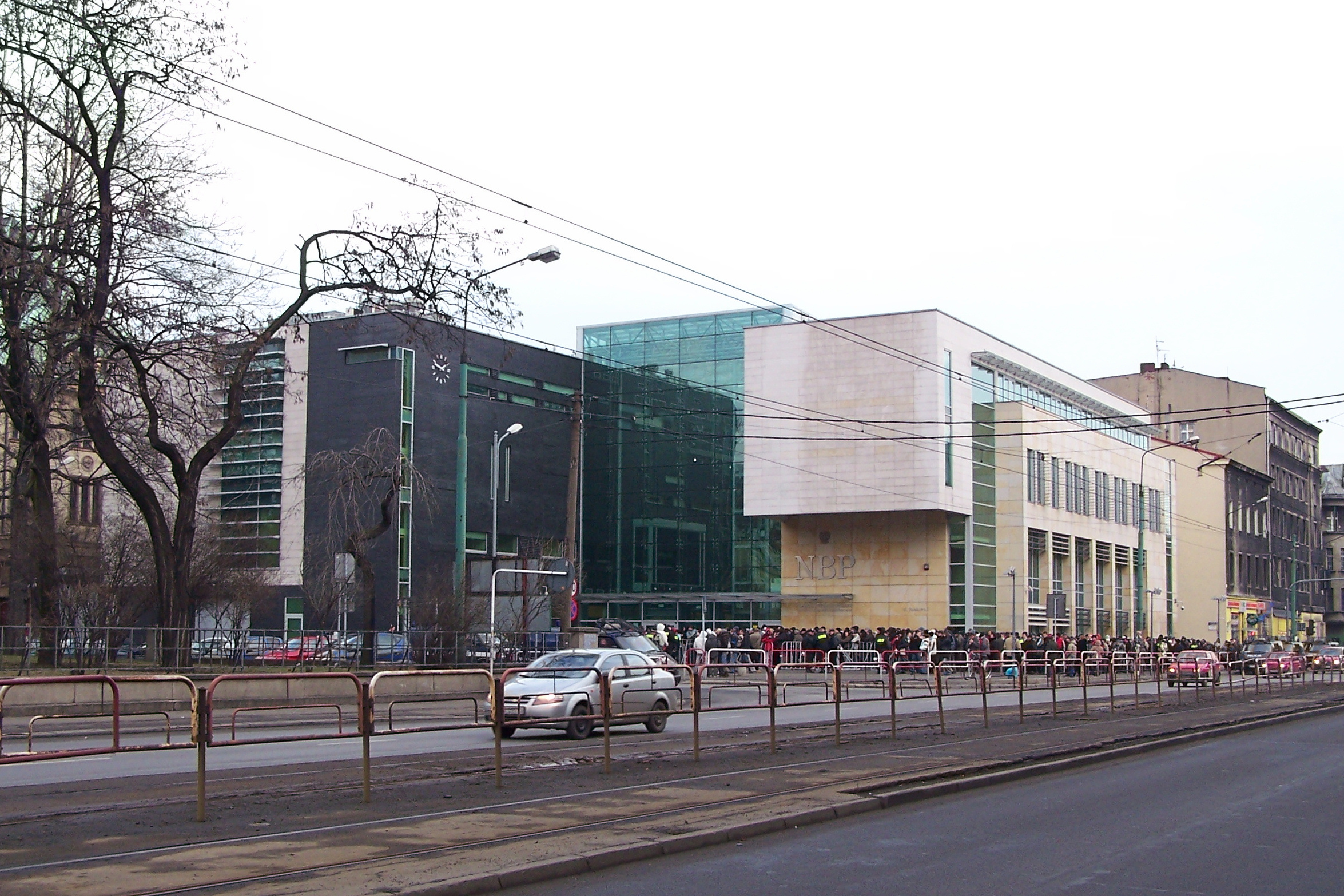
Gmach NBP w miejscu dawnej willi

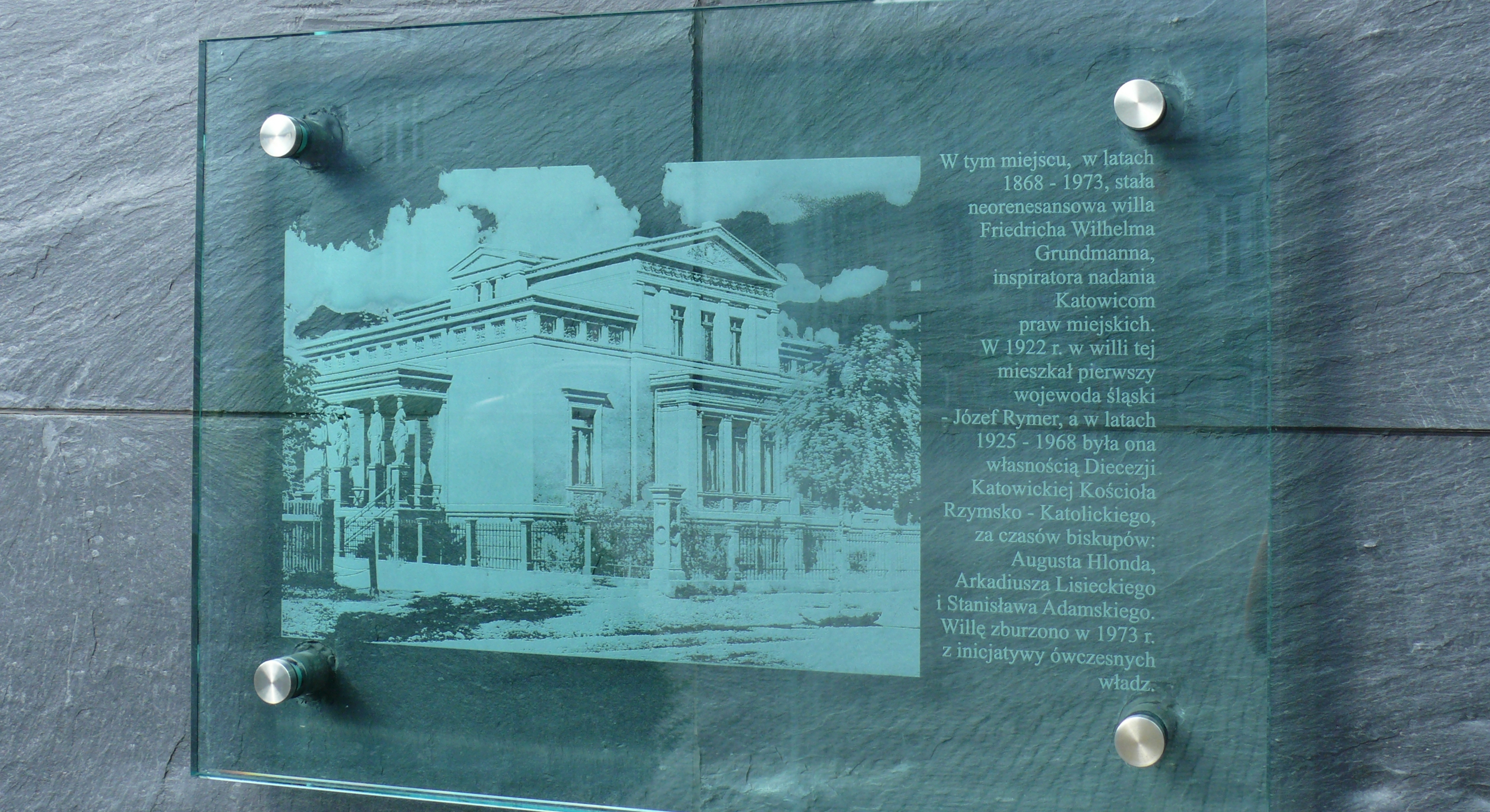
Tabliczka na gmachu NBP

Willa Grundmanna – willa w stylu klasycystycznym, należąca do Friedricha W. Grundmanna, zlokalizowana przy ul. Warszawskiej 20 w Katowicach. Wyburzona w 1973 roku.
Dwukondygnacyjna willa została wzniesiona w latach 1868–1869 według projektu C. Hauslera, w stylu klasycystycznym, dla dyrektora huty Hermana Rosse. Otrzymała portyk podtrzymywany przez cztery posągi kariatyd, wieżę, pergolę i ogród zimowy. Obiekt zlokalizowano przy ówczesnej Friedrichstraße (obecnie ul. Warszawska), na rogu z dzisiejszą ulicą Bankową.
W latach 1872–1873 willę przebudowano w stylu italianizującym na polecenie Friedricha W. Grundmanna, który kupił ją w 1872. Przebudowy również dokonał Hausler – dobudowano neorenesansowy budynek gospodarczy, willę nadbudowano wieżyczką. Po śmierci Grundmanna, jego żona sprzedała budynek Salomonowi Königsbergerowi. W czasie I wojny światowej obiekt należał do rodziny Fajgei. W 1922 mieszkał w niej pierwszy wojewoda śląski Józef Rymer (jeszcze przed przyłączeniem części Górnego Śląska do Polski w willi dokonano na niego nieudanego zamachu); zatrzymał się w niej także, przebywający w Katowicach, Józef Piłsudski.
W latach 1925–1968 należała do diecezji katowickiej – m.in. mieszkał w niej August Hlond. W dwudziestoleciu międzywojennym w budynku mieściła się siedziba Kurii Biskupiej i Kapituły Katedralnej. Willa była rozbudowywana; w czasie II wojny światowej obiekt przejęła SA; po drugiej wojnie światowej mieścił się tu Urząd Stanu Cywilnego. W 1973 willę zburzono decyzją wojewódzkich władz partyjnych z 1972.
W miejscu dawnej willi wybudowano gmach Narodowego Banku Polskiego. Na jego fasadzie umieszczono pamiątkową tabliczkę informacyjną o dawnej willi.